# Aigremont (Yvelines)
Aigremont – miejscowość i gmina we Francji, w regionie Île-de-France, w departamencie Yvelines.
Według danych na rok 1990 gminę zamieszkiwały 914 osoby, a gęstość zaludnienia wynosiła 305 osób/km² (wśród 1287 gmin regionu Île-de-France Aigremont plasuje się na 651. miejscu pod względem liczby ludności, natomiast pod względem powierzchni na miejscu 814.).